# Brioni Maggiore
Brioni Maggiore (in croato Veliki Brijun) è un'isola disabitata della Croazia e fa parte dell'arcipelago delle isole Brioni, lungo la costa istriana.
Amministrativamente appartiene all'istituzione pubblica del Parco nazionale di Brioni del comune di Pola, nella regione istriana.

## Geografia

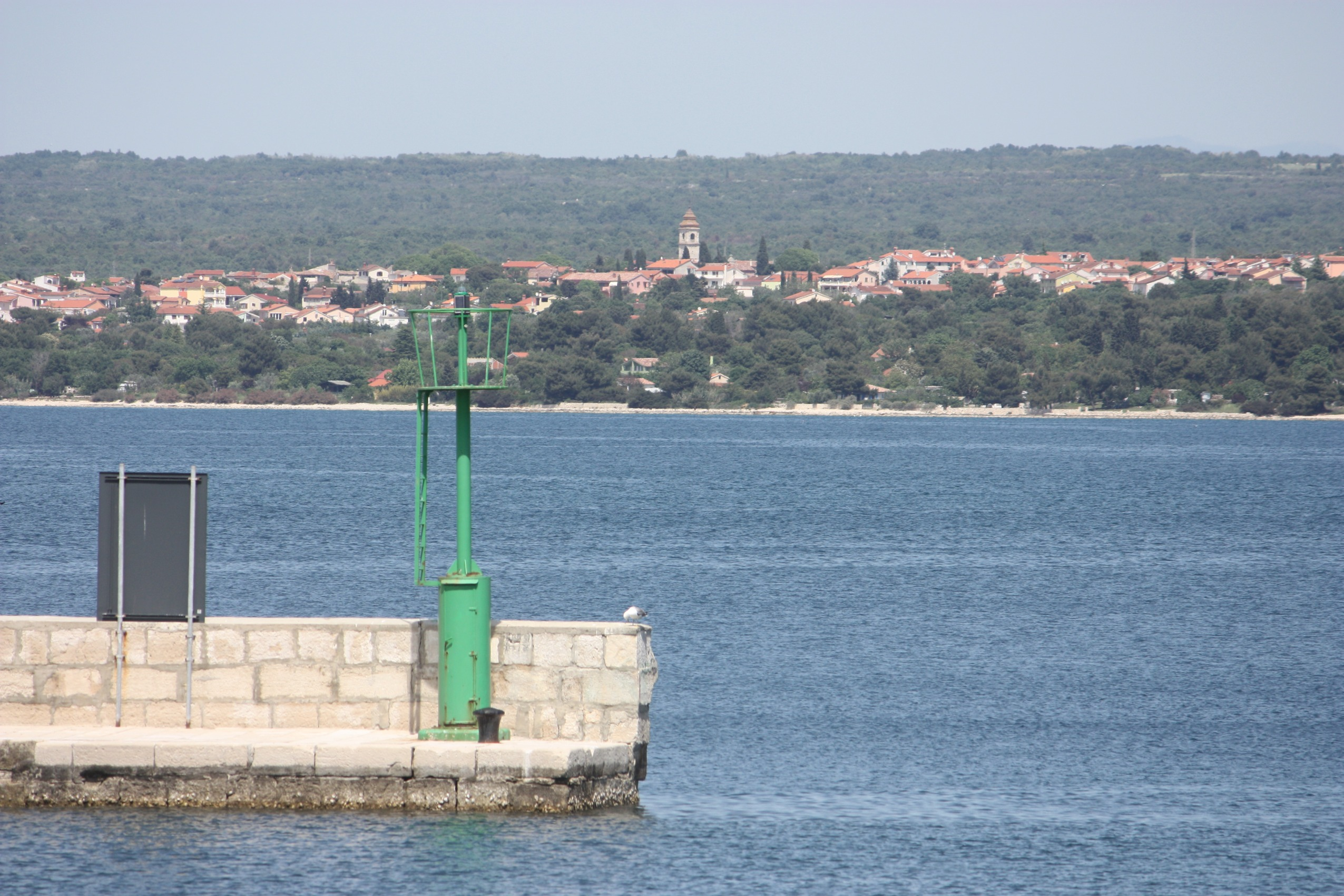
Il piccolo faro di porto Brioni e l'insediamento di Peroi sullo sfondo.

Brioni Maggiore e l'isola più grande dell'arcipelago delle isole Brioni e si estende nella sua parte centrale e meridionale. È separata da Brioni Minore, 125 m più a nord, dalla Bocca Stretta (Tisnac) e dalla terraferma dal canale di Fasana (Fažanski kanal) e, nel punto più ravvicinato (rt Hrvati, a nordest di punta Cristo, rt Proština), dista da quest'ultima 1,75 km.
Brioni Maggiore è un'isola dalla forma irregolare che si inarca creando una vasta insenatura aperta verso ovest. L'arco misura pressappoco 5,5 km di lunghezza, tra punta Barbana (rt Vrbanj) e punta Peneda o Pineda (rt Peneda), e raggiunge una larghezza massima di 2,165 km nella parte centrale. Ha una superficie di 5,723 km² e uno sviluppo costiero di 14,091 km. Al centro, su monte Guardia (Velika Straža), raggiunge un'elevazione massima di 54,7 m s.l.m.
Le coste sono un susseguirsi di promontori e insenature.

Tra i primi, oltre alle già citate punta Barbana e punta Peneda, rispettivamente il punto più occidentale e più meridionale dell'isola, vanno ricordati:
- punta Rancon[9][21] (rt Kosir)[7], l'estremità orientale;
- punta Saluga[9][22] (rt Slavuja)[7], e punta Marban[9][23] (rt Mrtvi), due punte a nord di punta Rancon;
- punta Cavran[9][24] (rt Kavran)[7], a sud di punta Rancon;
- punta Naviglio[9] (rt Brodina)[7], a nordovest di punta Peneda;
- punta Valizi[9] (rt Draga)[7], a nord di punta Naviglio.

Tra le insenature vanno ricordate:
- val di Torre[9] (Ribnjak)[7] a nordest, tra punta Torre[9][25] (rt Turanj)[7] e punta Carmen[9][26] (rt Garme)[7];
- porto Brioni[9][27] (luka Brijuni)[7], a sud di punta Carmen e a ovest di punta Saluga;
- val Catena[9] (uvala Verige)[7], tra punta Marban e punta Rancon;
- uvala Rankun[7], compresa tra punta Cavran e rt Kozlac[7], che a sua volta si suddivide in altre due insenature, uvala Kozlac e uvala Kosir[7];
- valle Laura o Valdaura[28] (uvala Javorika)[7], che si apre verso sud tra punta Lastra[9][18] (rt Ploče)[7] e il promontorio che termina in punta Cavrarolla[9] (rt Kamik);
- val Terra Alta[9] o val Torre Alta[29] (uvala Borova)[7] a sud, tra punta Cavrarolla e punta Peneda;
- val di Lago[9][30] (uvala Jezero)[7] a sudovest;
- porto Bon[9][31] (uvala Dobrika)[7] e val Madonna[9][32] (uvala Gospa)[7] a ovest, due insenature che formano la parte centrale dell'arco dell'isola;
- val Barbana[9] (uvala Vrbanj)[7] e val Pojer[9][33] (uvala Vrnjak)[7], due insenature a nordovest.

Lungo le coste sono presenti alcuni fari: uno a punta Salsa (rt Slanik) a est di val Pojer, uno a punta Valizi, uno a punta Peneda, uno che si affaccia sulla Bocca Stretta e uno a porto Brioni.

### Isole adiacenti
A ovest di Brioni Maggiore ci sono alcuni degli isolotti dell'arcipelago:
- Madonna del deserto
- Orsera
- Vanga
- Gallia
- Gronghera

A sudest invece ci sono:
- San Girolamo
- Cosada

## Storia

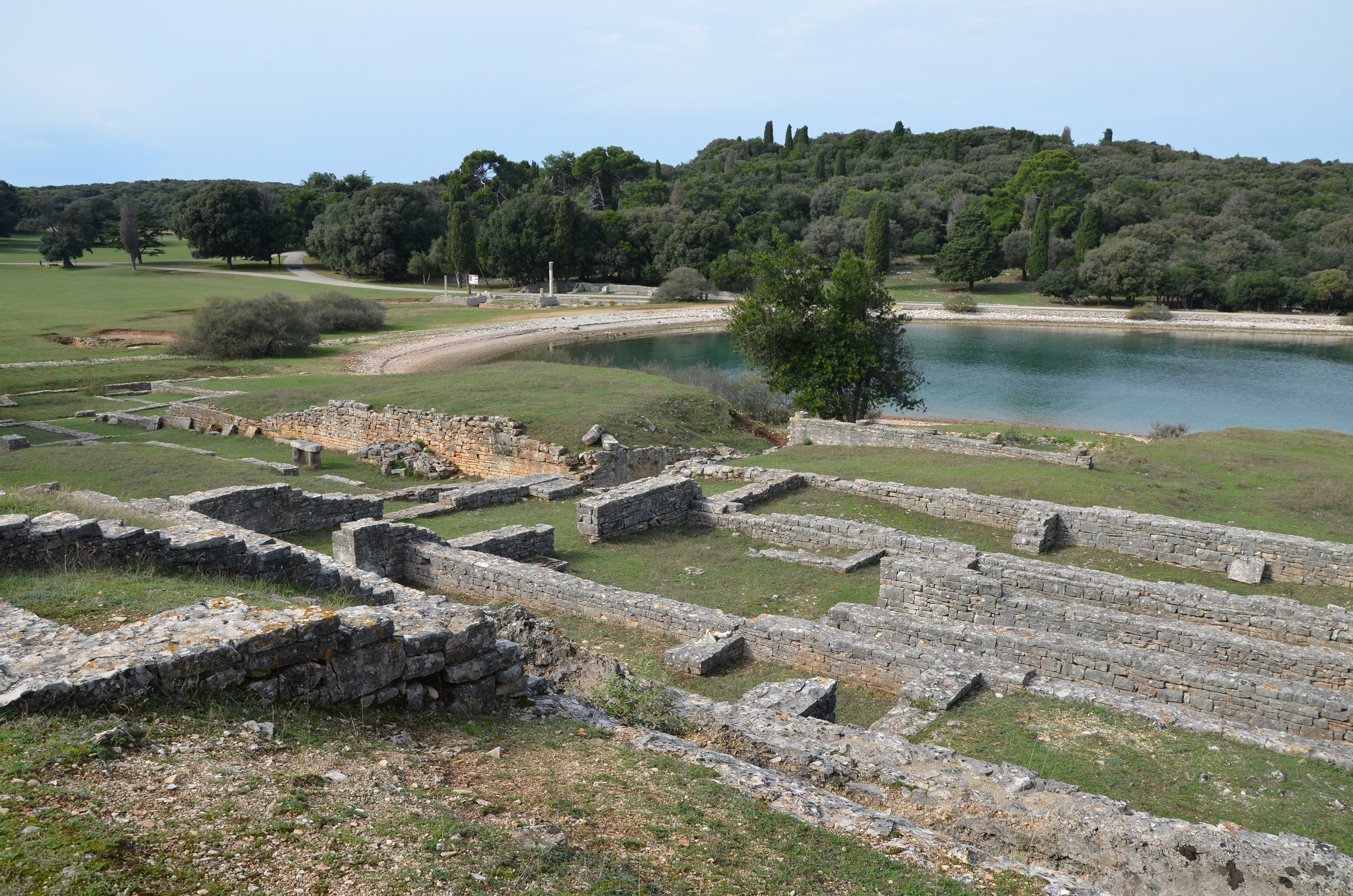
Resti della villa romana presso val Catena

Come gran parte dell'arcipelago, Brioni Maggiore fu abitata fin dalla preistoria, come testimoniano i reperti di pietre, ossa e ceramiche risalenti al Neolitico (4000 a.C.) e all'Eneolitico (3000 a.C.). Sull'isola si possono ancora vedere i resti di insediamenti dell'età del Bronzo (2000 a.C.) e del periodo dei castellieri (tra età del Bronzo ed età del Ferro). Di questo periodo rimangono tumuli, mura, necropoli e rovine.

Nel II secolo fu occupata dai Romani, che vi costruirono l'odierno villaggio di Brioni (Brijun), l'insediamento di fronte a porto Bon e quello nei pressi di val Catena.

Dalla caduta dell'Impero romano l'isola ha cambiato più volte proprietario: prima gli Ostrogoti, poi i Bizantini (che costruirono un castrum sul precedente insediamento romano di porto Bon), quindi i Veneziani. Infine, nel 1893, fu acquistata dall'industriale austriaco Paul Kupelwieser che vi costruì un complesso alberghiero con piscine, campi da golf e da tennis, un ippodromo e un parco per la caccia. Fece costruire circa 80 edifici e fece arrivare l'acqua da Fasana.

Su invito di Paul Kupelwieser, il microbiologo Robert Koch soggiornò per un periodo su Brioni Maggiore e aiutò a debellare l'isola dalla malaria.

### Cartografia
- (HR) Mappa topografica della Croazia 1:25000, su preglednik.arkod.hr.